# Festivalbar 1989 (compilation)
Festivalbar 1989 è una compilation di brani musicali famosi nel 1989, pubblicata nell'estate di quell'anno in concomitanza con l'edizione omonima del Festivalbar.
La compilation era divisa in due LP ed era pubblicata dalla BMG-Ariola su etichetta RCA Italiana. Esce in contemporanea anche la versione su un CD con 20 brani sempre pubblicato dalla BMG-Ariola  su etichetta RCA Italiana.

## Festivalbar '89

### Disco 1
1. Aretha Franklin e Elton John - Through the Storm
2. Bliss - I Hear You Call
3. Spagna - This Generation
4. Belen Thomas - Survivor
5. Roxette - The Look
6. Sabrina Salerno - Gringo
7. Swing Out Sister - You on My Mind
8. Gerry Scotti - Let's Show
9. Paula Abdul - Forever Your Girl
10. Painted Word - Worldwide
11. One 2 Many - Another Man
12. Inner City - Ain't Nobody Better
13. Hue and Cry - Violently
14. Richard Marx - Satisfied
15. Lijao - Musica di strada

### Disco 2
1. Soulsister - The Way to Your Heart
2. Bananarama - Help
3. Papa Winnie - Rootsie and Bootsie (You Are My Sunshine/Take Me Home Country Roads)
4. Jovanotti - La mia moto
5. Betti Villani - What Have You Done to the Night (mi amor)
6. Sandy Marton - La paloma blanca
7. Eddie Grant - Baby Come Back
8. Sarah Jane Morris - This Ain't Livin'
9. Fausto Leali - Pregherò
10. Mia Martini - Donna
11. Scialpi - Cani sciolti
12. Stadio - Puoi fidarti di me
13. Paola Turci - Siamo gli eroi
14. Steve Rogers Band - Tanto è lo stesso
15. Mecano - Figlio della luna

### CD
1. Aretha Franklin e Elton John - Through the Storm
2. Bliss - I Hear You Call
3. Spagna - This Generation
4. Belen Thomas - Survivor
5. Roxette - The Look
6. Sabrina Salerno - Gringo
7. Swing Out Sister - You On My Mind
8. Paula Abdul - Forever Your Girl
9. Painted Word - Worldwide
10. One 2 Many - Another Man
11. Inner City - Ain't Nobody Better
12. Hue and Cry - Violently
13. Soulsister - The Way to Your Heart
14. Bananarama - Help
15. Papa Winnie - Rootsie and Bootsie (You Are My Sunshine/Take Me Home Country Roads)
16. Jovanotti - La mia moto
17. Betti Villani - What Have You Done to the Night (mi amor)
18. Sarah Jane Morris - This Ain't Livin'
19. Scialpi - Cani sciolti
20. Stadio (gruppo musicale)  - Puoi fidarti di me

## Classifiche

### Festivalbar
| Classifica (1989)                     | Posizione |
| ------------------------------------- | --------- |
| Classifica degli album italiana       | 11        |
| Classifica di fine anno italiana 1989 | 44        |